# (4897) Tomhamilton
(4897) Tomhamilton est un astéroïde de la ceinture principale.

## Description
(4897) Tomhamilton est un astéroïde de la ceinture principale. Il fut découvert le 22 août 1987 à l'observatoire Palomar par Eleanor Francis Helin. Il présente une orbite caractérisée par un demi-grand axe de 3,05 UA, une excentricité de 0,12 et une inclinaison de 11,1° par rapport à l'écliptique.

## Compléments